# Paul Wirth
Paul Wirth (sorbisch Pawoł Wirt; * 11. August 1906 in Wartha bei Groß Särchen; † 20. April 1946 in sowjetischer Kriegsgefangenschaft) war nach Ernst Muckes Rückzug aus der Sorabistik der erste Sorbe, der sich wieder in größerem Umfang mit sorabistischen Forschungen befasste.
Wirth gilt als Begründer der sorbischen Sprachgeographie.

## Leben
Während seines Slawistikstudiums von 1927 bis 1933 an der Friedrich-Wilhelms-Universität Berlin sammelte Wirth auf Wanderungen durch die Lausitz bereits erste dialektale Besonderheiten. Ergebnisse dieser Wanderungen veröffentlichte er in kleineren Abhandlungen. Auf eine Anregung seines Lehrers Max Vasmer hin führte Wirth während späterer Wanderungen phonographische Aufnahmen sorbischer mundartlicher und schriftsprachlicher Texte durch, die die beiden Slawisten im Rahmen der westermannschen Lautbibliothek veröffentlichten.
Paul Wirth wurde 1933 mit einer Dissertation über Beiträge zum sorbischen (wendischen) Sprachatlas promoviert. Für Georg Wenkers Deutschen Sprachatlas gab es zwar auch Einsendungen sorbischsprachiger Texte, jedoch wurden sie nicht berücksichtigt. Dadurch bildete Wirths Promotionsarbeit, die in zwei Lieferungen 1933 und 1936 veröffentlicht wurde, eine erste sprachgeographische Veröffentlichung des gesamten sorbischen Sprachgebiets auf wissenschaftlicher Ebene.
Trotz einiger Fehlannahmen (Helmut Faßke nannte 1975 beispielsweise die Übernahme von Lew Schtscherbas Vermutung eines dritten sorbischen Sprachgebiets in Form des Schleifer und des Muskauer Dialekts als Ostsorbisch) bildete der Sprachatlas eine wichtige Grundlage für die sorabistische Forschung nach dem Zweiten Weltkrieg in der DDR. Unter anderem deshalb wählten Helmut Faßke, Helmut Jentsch und Siegfried Michalk mit dem mehrbändigen Sorbischen Sprachatlas einen Rückgriff auf Titel, Gestaltung und Inhaltsaufbereitung des wegweisenden Werkes von Paul Wirth.

## Schriften
- mit Max Vasmer: Slavische Texte, Teil 1: Sorbische (wendische) Texte. Berlin 1932.
  - Nr. 1. Niedersorbische Schriftsprache
  - Nr. 2. Die niedersorbische Mundart von Haasow, Kr. Cottbus
  - Nr. 3. Obersorbische Schriftsprache
  - Nr. 4. Die obersorbische Mundart von Groß-Koschen bei Senftenberg
- Beiträge zum sorbischen (wendischen) Sprachatlas, Domowina-Verlag, Bautzen 1975 (Fotomechanischer Neudruck der beiden Lieferungen aus den Jahren 1933 und 1936).